# スタンド・バイ・ミー (小説)
『スタンド・バイ・ミー ―秋の目覚め―』（スタンド・バイ・ミー あきのめざめ、原題: The Body、直訳「死体」「（共通の目的や意見を持った）一団」）は、1982年に出版されたスティーヴン・キングによるアメリカ合衆国の中編小説。中編集『恐怖の四季』(Different Seasons)に、秋の物語として収められている。邦題は、映画化の邦題に由来する。
1986年には、ブルース・A・エバンスとレイノルド・ギデオン脚本の脚色による映画化『スタンド・バイ・ミー』が公開。アカデミー賞の脚色賞、ゴールデングローブ賞のドラマ映画賞と監督賞の2部門にノミネートされた。

## あらすじ
ベストセラー作家ゴードン・ラチャンスは、やがて13歳になるという12歳のときに体験した、生涯忘れることのない2日間を回想する。
ゴーディ（ゴードンの愛称）は、メイン州の田舎町キャッスルロックで育った。ゴーディには両親お気に入りの年の離れた兄、デニーがいたが、彼の突然の死に、家族は時が止まったようになっていた。ゴーディは作家になりたいという夢を持っており、また自分の書くものに確かな自信を持っていたが、才能を認めてくれていた兄の死後は家でも学校でも、ある種諦めに似た生活を送っていた。親友のクリスはタフで賢く強さゆえの優しさも持つ少年だったが、家庭環境の劣悪さから密かに将来を悲観していた。テディは父親を崇拝するほどに愛していたが、戦争後遺症のため心を病んだ父に、耳をコンロで焼かれた経験を持つ。バーンの兄は不良で、彼をいじめることを厭わなかった。心に傷を持った4人の少年はウマが合い、野球をしたり、木の上に組み立てた秘密小屋の中に集まっては、タバコを喫ったり、トランプをしたり、少年期特有の仲間意識で結ばれていた。
1960年代のある夏休み、バーンは不良グループの一員である兄たちの会話を盗み聞きし、3日前から行方不明になっているレイ・ブラワーという少年が、30キロ先の森の奥で列車にはねられ、死体が野ざらしになっていることを知る。ゴーディたちは「死体を見つければ有名になる。英雄になれる」と言う動機から死体探しの旅に4人で出かける。つり銭を誤魔化す雑貨屋や犬を仕向ける廃品屋などろくでもないキャッスルロックの大人達と触れ合いながら、途中、喧嘩もするが、助け合いながら、鉄道の線路に沿って冒険のような旅を続ける。ゴミ捨て場では犬をけしかけられたり、鉄橋で危うく列車に轢かれそうになり、ダム近くの水たまりの水浴中にヒルにかまれながらも旅は続く。その夜はゴーディの作った物語を堪能した後、森で野宿をする。4人はクリスが持参したピストルを持って、交代で見張りをする。
道中、また夜の見張りの間に、ゴーディとクリスが2人きりの時に、2人は今まで知ってはいても口には出せなかったお互いの悩みを分かち合う。ゴーディは、親に嫌われていると思い込み、将来ものを書く希望も持てないことをクリスに打ち明ける。クリスはゴーディの才能を評価し、作家になる夢をあきらめないよう助言する。一方でクリスは自分の将来に希望が持てない上、家庭環境が悪いために信用が無い自分が、教師の私利私欲に利用されたということを嘆き悲しむ。ゴーディは運命を打開するために進学コースに行くことを勧め、励ますのだった。
一方、バーンやクリスの兄たちがメンバーになっている不良グループを率いるエースが死体の話を聞きつけ、仲間を引き連れて死体のある場所へ車で向かう。ようやくゴーディら4人は死体を発見するが、そこにエースたちが現れ、死体を渡せと迫る。  エースは「最初に見つけたのはバーンの兄達で優先権はこっちにある」と主張し、「お前は兄貴よりも知恵がちょっとばかし入ってるから分かるだろう」と告げて死体を強奪しようとするが、その言葉に激怒したゴーディは要求をはねつける。怒りにまかせてナイフを出したエースに、テディとバーンは逃げてしまうが、クリスが銃を発砲してエースに銃口を突きつける。クリスの覚悟を見て、勝ち目がないと悟ったエースたちは退散して行った。
ゴーディとクリスはブラワーの死体を置いて行くことに決める。テディとバーンは持ち帰ろうと主張するが、先ほどエース達から逃げ出したことを言われて二人は何も言えなくなってしまう。その後レイ・ブラワーの死体の場所はエースたちの匿名電話で警察に報告された。ひと夏の冒険が終わり、4人はいつものように町外れで別れた。
その後、不良たちの報復が行われた。ゴーディはエースに、バーンとクリスは自分の兄に、テディも不良たちに襲われ、大怪我を負わされる。ゴーディ達は医者や警官には不良たちの名前は出さなかった。怪我が治る内に、4人は進路もバラバラになり、お互い疎遠になっていく。テディとバーンは自分たちより腰抜けの同級生や下級生を仲間にして自分たちがリーダーとして君臨するようになった。ゴードンは、友達というものはレストランの皿洗いのように、一生の内に出たり入ったりするものだと語る。
1966年、バーンはアパートの火事で死亡した。テディは素行が荒れて留年するがなんとか卒業する。耳と目のせいで軍隊には入れず、その後キャッスルロック公共事業団に就職するが、女の子二人と男友達を乗せた車で事故を起こし、1971年、テディは死亡した。
クリスはゴーディとともに猛勉強する。家族に引きずられないよう、周囲の偏見に負けないように、2人は深い水の中でたがいにしがみつくようにして励まし合い、やがてそろって大学に進む。法学部に進んだクリスは、いい弁護士になるだろうと思われた。だが、ある飲食店で客同士の諍いを止めに入ったクリスは、ショーシャンク刑務所から出てきたばかりの客の一人に喉をナイフで刺されてしまう。『法学生刺殺される』という新聞の記事を見てゴードンはクリスのことを想い、一人涙するのだった。その後、小説家として成功したゴードンは、あるとき懐かしいエースを見かけるが、不良ながらハンサムだった彼は中年となり、その面影を残してはいたものの太って疲れきった表情で工場で働いており、慣れた様子で安酒場に入っていった。
ゴードンはキャスルロック時代の青春の思い出の終焉を感じ、物語は終わる。

## 映像化
1986年に『スタンド・バイ・ミー』の題名で映画化。アカデミー脚色賞、ゴールデングローブ賞作品賞、監督賞にノミネートした。

## 舞台
日本では1991年初演。その後何度か上演されている。